# Tuchinaggio
Il tuchinaggio fu una rivolta avvenuta in Canavese, soprattutto nelle valli alpine, alla fine del XIV secolo.
La causa principale fu l'insofferenza delle comunità locali verso l'eccessivo potere dei feudatari, appartenenti ai consortili di San Martino e di Valperga.
Dagli storici fu erroneamente equiparata a una serie di rivolte pauperiste ed ereticali o come riflesso dello scontro in atto tra i Savoia e il Marchesato del Monferrato: solo nel XX secolo venne correttamente interpretata come la ribellione di popolazioni soggette ai signori del Canavese e dei liberi comuni canavesani contro i nobili.

## Significato del termine
L'interpretazione più rigorosa lo vede come derivato da tue chien (ammazza cani), dal nome dei primi rivoltosi che in Francia iniziarono la ribellione sanculotta uccidendo i cani dei signori locali. Questi animali, infatti, non potevano esser toccati neppure se creavano danni alle coltivazioni o uccidevano animali domestici.

La decisione di uccidere i cani in segno di ribellione al dominio assoluto dei signori feudali avrebbe dato inizio alla rivolta. Soffocata nel sangue in Savoia, la ribellione riapparve sul versante opposto delle Alpi, trasformandosi in guerra sociale alla quale da ultimo pose fine Amedeo VII di Savoia.
Nella tradizione piemontese il termine tuchini viene considerato una derivazione dal motto "tucc un" (tutti uno), forse utilizzato dai ribelli, che attualmente caratterizza il battaglione Alpini "Ivrea".

## Inquadramento storico
Dopo l'abdicazione di re Arduino nel 1014, nel Canavese si vennero formando alcuni casati nobiliari i cui rappresentanti rivendicavano una loro discendenza da Arduino stesso o perlomeno dai conti di Pombia. Nel breve volgere di un secolo essi affermarono la loro signoria su buona parte del territorio, assumendo i titoli di "Conti di Valperga", "Conti di San Martino" e "Conti di Biandrate" (il cui ramo canavesano divenne in seguito "Conti di San Giorgio").
 Per consuetudine ereditaria ad ogni generazione venivano spartite le quote, benché la maggiore spettasse al primogenito: si formarono perciò dei "clan" (chiamati "consortili"), in cui ogni capo famiglia manteneva il titolo nobiliare, ma vedeva ridursi vertiginosamente il potere reale e le ricchezze. La loro forza risiedeva nella gestione in comune delle politiche e delle azioni sul territorio, tradizione praticata anche tra la piccola nobiltà ed il popolo. Perciò collettivamente ciascuno dei tre raggruppamenti era una potenza, e disponeva di entrate paragonabili a quelle di una piccola città.

I Valperga e i San Martino erano divisi da una feroce rivalità, osservava il cronista Petro Azario: «se non tamquam consortes pertractando, sed ac si una pars esset christiana et alia sarazena»: a farne le spese erano i borghigiani dei piccoli centri soggetti ai conti, frequentemente assaltati, depredati e taglieggiati dalle milizie di parte avversa.

Dal punto di vista geografico, la situazione contribuiva a creare contese: possedimenti, diritti e rendite dei gruppi nobiliari erano distribuiti a macchia di leopardo, penetrando profondamente gli uni negli altri. Per fornire un esempio, il castello di Montalenghe (feudo dei San Martino) e il borgo di San Giorgio (degli omonimi conti) distavano a mala pena mezz'ora di cammino.
La città di Ivrea (che non era considerata parte del Canavese) non fu teatro di disordini perché vigeva un equilibrio interno basato sul fragile equilibrio tra Comune, Vescovo, Savoia, Savoia-Acaia, Monferrato e, naturalmente, Valperga e San Martino.

## La causa scatenante
Il potere sabaudo sul Canavese discendeva dalla marchesa Adelaide di Susa, ma diritti ed infeudazioni si intrecciavano con una realtà ben diversa, che vedeva quel territorio ritagliato a macchia di leopardo fra decine di casate. Nel 1372 il marchese di Monferrato Secondotto diede in pegno ad Amedeo VI Savoia tutti i suoi possedimenti canavesani, ordinando ai vassalli San Giorgio, Valperga di Mazzé e Valperga di Rivara, di prestare omaggio al conte di Savoia. 
L'anno successivo l'imperatore Carlo IV cedette ad Amedeo la fedeltà dell'unica famiglia canavesana ancora sua diretta vassalla, i Valperga di Masino, che dovettero perciò rendere omaggio al conte.
Sei anni dopo Amedeo VI, a cui si erano dovuti rivolgere i nobili canavesani per risolvere le loro inimicizie, emise un'importante sentenza, che venne successivamente richiamata nel 1385 poco prima della rivolta e sulla quale si basa la pacificazione che nel 1391 chiude definitivamente il Tuchinaggio.
Tra il 1382 e il 1384 la rissosità tra San Martino e Valperga raggiunse il culmine, con razzie, assalti ed uccisioni: perciò le comunità locali si riunirono in "lega" presentando una supplica al Conte Rosso auspicando il suo intervento contro le vessazioni dei nobili per quanto riguardava diritti personali e prelievi fiscali, ben diversi dai diritti goduti nei comuni infeudati agli Acaia (ad esempio Barbania, i cui cittadini avevano pieni diritti di proprietà e trasmissione patrimoniale) o che avevano ottenuto di recente simili privilegi dal Savoia (Rivarolo Canavese).
 La risposta del conte fu debole e macchiata di un grave errore politico: nel concedere alcuni miglioramenti, Amedeo VII imponeva però pesantissime sanzioni pecuniarie alle comunità, colpevoli di aver costituito una lega.

## La rivolta

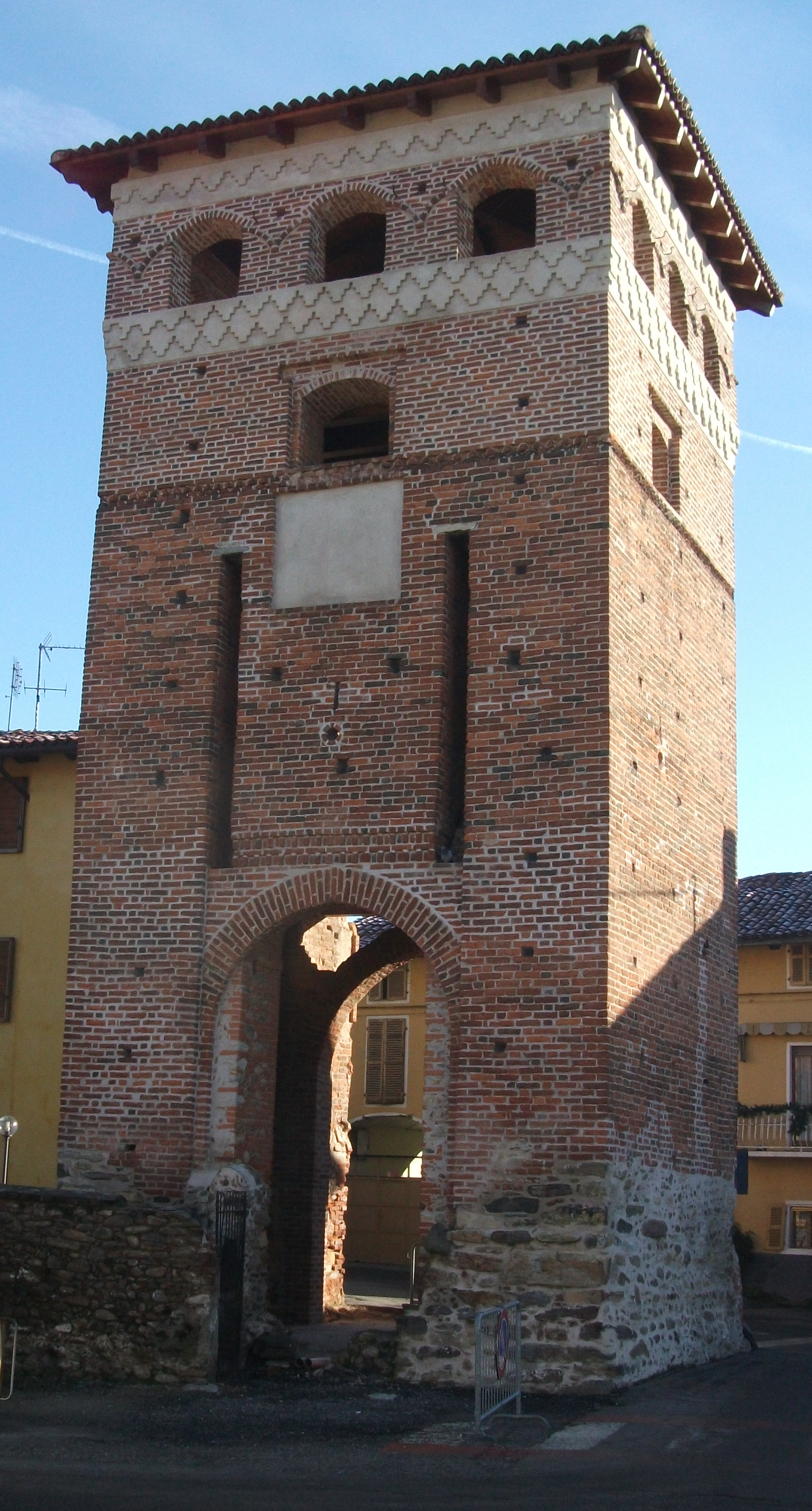
Le torri porta erano il simbolo delle libertà comunali. Nell'immagine, la torre porta di Barbania

Già nell'inverno del 1386 le comunità locali, forse scontente delle risposte ottenute o indignate per le ammende, confermarono la lega ed iniziarono un'aperta ribellione, soprattutto contro i conti di Valperga e in forma minore contro quelli di San Martino.
 Non risulta che siano accaduti numerosi fatti di sangue: aggressioni e saccheggi ai castelli di Brosso, Chy, Arundello, Lessolo, Strambinello, Montestrutto, Loranzè e Castellamonte, mentre Giovanni di Montalenghe, dei conti di S. Martino e la moglie vennero uccisi, una donna del consortile dei Castellamonte venne violentata 
Il fatto più eclatante fu però l'espulsione dalle loro dimore e dalle loro terre di tutti i conti canavesani.

### La risposta sabauda
Amedeo VII preferì mantenere una posizione di grande cautela, avendo tutto da guadagnare dall'indebolimento dei suoi irrequieti vassalli: intervenne in armi una sola volta, dopo aver predisposto truppe a Pinerolo, Cirié e Bard.
 Le operazioni militari non ebbero effetti ed il Canavese rimase saldamente in mano ai rivoltosi. Nel 1387 il marchese Teodoro II del Monferrato aprì le ostilità contro i Savoia per tentare di recuperare i feudi canavesani che gli aveva ceduto anni prima e prontamente il consortile dei Masino lo appoggiò: nella percezione delle autorità sabaude si apriva un secondo fronte connesso anche territorialmente al tuchinaggio.

### La pacificazione
Il conflitto si risolse nel 1389 grazie all'intervento di Gian Galeazzo Visconti: nel trattato vengono citate numerose località canavesane che si erano sottomesse al Monferrato e che ritornano ai Savoia. La lista corrisponde esattamente alle comunità soggette ai conti di San Martino e al ramo primogenito dei Valperga, ad indicare che i Tuchini avevano negoziato con l'uno o l'altro dei principi (se non con entrambi) pur di mantenere il controllo armato del loro territorio.
Nell'estate del 1390 Amedeo VII concluse le operazioni contro la ribellione del Vallese e si recò a Milano dal Visconti per definire l'arbitrato.
Mosse quindi in armi contro Cuorgnè e le valli valle Orco e Soana, che erano passate dalla parte dei Paleologi, ottenendo una facile vittoria.
Il termine del conflitto con i tuchini viene formalizzato il 2 maggio 1391: nell'atto il conte riferisce di aver ripreso il possesso di tutti i luoghi e ricevuto le fedeltà degli abitanti, nomina alcuni commissari per istruire inchieste e processi «contra nonnullos ex dictis rebellibus et tuchinis».
 Meno di dieci tuchini, per lo più di Cuorgné e valli laterali, vengono impiccati ad Ivrea ed altri condannati al carcere.

### Le composizioni con le comunità ribelli
L'atto con cui si chiude il tuchinaggio è la sentenza di pacificazione di Bona di Borbone, madre di Amedeo VII, pronunciata a Ivrea il 2 maggio 1391 in presenza di sette conti Valperga, trentuno conti San Martino ed i rappresentanti di trentun comunità.
Benché la sentenza ricalchi quella del 1385, i nobili si vedono restituire i beni e confermare le signorie solo per espressa volontà del conte « [...] tutto ciò che teniamo in mano nostra...» e le punizioni alle comunità ribelli verranno comminate da tribunali comitali, con divieto di rivalsa da parte dei nobili. Ben meglio se la cavano i comuni canavesani, a cui vengono completamente condonate le ammende precedenti, aboliti gli obblighi di prestare servizio nelle milizie nobiliari e concesso il diritto di appellarsi al sovrano in caso subissero torti dai feudatari.
Tutte le terre che nel corso del conflitto avevano rinnovato la fedeltà al Savoia devono versare ai feudatari gli arretrati delle tasse non pagate, ma deducendo quanto nel frattempo versato al conte di Savoia. In sostanza, si tratta di una cancellazione dei debiti verso i Valperga e i Masino.
Amedeo VII multerà le comunità ribelli concordando con loro una composizione, ma accoglie la più importante rivendicazione dei popolani, quella dei diritti di successione.
Le comunità della Valle di Brosso, accusate dei peggiori eccessi, pagarono 1000 fiorini, la Val Soana 1275, la Valle di Castelnuovo 2750, la comunità di Locana 1650, quella di Cuorgné 1500; le altre comunità ritenute "compromesse" sborsarono somme decisamente minori.
Le multe erano molto inferiori a quelle previste nel 1385 ed in quei cinque anni di autogoverno i comuni avevano goduto di tutti i redditi senza pagare imposte.

## Secondo tuchinaggio
Nella tradizione popolare viene spesso citato un "secondo tuchinaggio", di cui non si ritrova traccia storica, se non negli Archivi di Stato di Torino: per circa un secolo in tali documenti si continuò definire Tuchinaggio ogni protesta o atto ostile originatosi in Canavese.
Le scarne notizie certe riferiscono che, dopo aver subito una pesante sconfitta da Savoia e Visconti, il marchese del Monferrato Gian Giacomo Paleologo dovette cedere definitivamente ad Amedeo VIII tutte le sue terre a nord del Po ed Amedeo si mise d'impegno per ottenere l'omaggio dei borghi e della nobiltà. Ma nelle valli Orco, Soana e Chiusella le comunità mal digerirono l'ennesimo cambio di padrone ed opposero una resistenza sfociata in aperta rivolta tra il 1440 ed il 1441, in occasione dell'insediamento a capo del ducato di Ludovico, figlio di Amedeo, a cui come da tradizione occorreva versare i tributi per il suo ingresso sul trono.
Infine Ludovico Duca di Savoia accettò di assumere la diretta giurisdizione di quei territori in cambio di 2000 fiorini d'oro offerti dai valligiani: era il 24 marzo 1449.

## Media
Sulla rivolta dei tuchini in Canavese è stato pubblicato il romanzo epistolare Lettere d'Occitania in cui un giovane rivoltoso, ricercato e costretto a fuggire dalla propria terra, trova rifugio presso la corte di un nobile nel basso Piemonte.